# Мако: Острів таємниць
"Мако: острів таємниць" або ж "Таємниці острова Мако" (англ. Mako: Island of Secrets) - австралійський телесеріал створений Джонатаном Шиффом. Є спін-оффом серіалу "H2O: Просто додай води". Спродюсований Jonathan M. Shiff Productions спільно з Network Ten, ZDF та Netflix.

## Сюжет
Коли 15-річний Зак рушає на рибалку на острів Мако, три русалки — Сирена, Ніксі та Лайла — спостерігають за ним, адже їхнє завдання — охороняти острів від людей. Під час повні Зак падає в місячний басейн і набуває магічної сили тритона. Згодом він здатен управляти водою, а його ноги перетворюються на хвіст.
Після цього Лайлу, Ніксі й Сіру виганяють із племені за порушення правил охорони острова. Щоб повернути свої сили, їм доведеться тимчасово стати людьми і відібрати магію у Зака. Дівчата рішуче беруться до справи, але Зак готує неочікувані сюрпризи для них.

## Епізоди
| Сезон | Епізодів | Прем’єра (Австралія) | Фінал (Австралія) |
| ----- | -------- | -------------------- | ----------------- |
| 1     | 26       | 26 липня 2013        | 15 вересня 2013   |
| 2     | 26       | 13 лютого 2015       | 29 травня 2015    |
| 3     | 16       | 24 травня 2016       | 28 травня 2016    |

## Персонажі

### Основні персонажі
| Актор          | Персонаж     | Сезони | Епізодів |
| -------------- | ------------ | ------ | -------- |
| Люсі Фрай      | Лайла        | 1–2    | 26       |
| Айві Латімер   | Ніксі        | 1–2    | 26       |
| Емі Раффл      | Сирена       | 1–2    | 52       |
| Чай Ромруен    | Зак Блейклі  | 1–3    | 68       |
| Домінік Дойчер | Кем Мітчелл  | 1–3    | 68       |
| Джемма Форсайт | Еві МакЛарен | 1–3    | 68       |
| Алекс Кубіс    | Ерік         | 2      | 26       |
| Еллі Бертрам   | Міммі        | 2–3    | 42       |
| Ізабель Дюрант | Ондіна       | 2–3    | 42       |
| Лінда Нго      | Вейлан       | 3      | 16       |

### Допоміжні персонажі
- **Рита Сантос** — директорка школи, колишня землянка, яка стала русалкою. Виховує Лайлу, Ніксі та Сирену (сезони 1–3).
- **Девід** — співробітник кафе Ocean, закоханий у Сирену (сезони 1–3).
- **Карлі Морган** — подруга Еві, згодом закохана в Кема (сезони 1–3).
- **Аквата** — сестра Сирени, передає їй лунне кільце, відпливає разом на Гаваї.
- **Лорен** та **Роб Блейклі** — батьки Зака (сезони 1–2).
- **Веридія** — член ради русалок (сезон 2).
- **Даг МакЛарен** — батько Еві.
- **Кріс** — дослідник дельфінів, коханий Міммі (сезони 2–3).
- **Карл** — спеціаліст з акул, допомагає Вейлан (сезон 3).
- **Амарес** — учениця Ондини, її врятувала Вейлан.
- **Джо** — брат Девіда (сезони 1–3).
- **Нептіна** — русалка з Північних Вод, врятована Заком (серія 2×09).
- **Сирена Північних Вод** — вигнана русалка (серія 2×18).
- **Дракон Чаолонг (Нерісса)** — мати Зака і Міммі, головна антагоністка.
- **Риккі Чедвік** — шукачка артефактів (епізоди 3×15–3×16).
- **Міс Трамбл** — вчителька, затягнена магічною шкатулкою (епізод 3×05).
- **Посейдон (Монті)** — кіт Сантосів, спочатку перетворюється на Еві, потім потрапляє в шкатулку.

## Зноски
1. 1 2  http://www.mundoplus.tv/noticias/?seccion=series&relacionadas=dc&id=6735
2. 1 2  Fernsehserien.de
3. ↑  Australian Television: Mako Mermaids.